# Mesmer (film, 1994)
Pour l'homme dont est inspiré le film, voir Mesmer.
Pour plus de détails, voir Fiche technique et Distribution.
Mesmer est un film multinational réalisé par Roger Spottiswoode, sorti en 1994. Il s'agit d'un film biographique sur la vie du médecin allemand Franz-Anton Mesmer.

## Synopsis
À Vienne, au XVIIIe siècle, Franz Anton Mesmer (Alan Rickman) soigne ses patients en pratiquant le magnétisme animal. Ce traitement semble uniquement fonctionner sur les jeunes femmes. Les méthodes du médecin acquièrent alors une mauvaise réputation et le contraignent à quitter Vienne pour rejoindre Paris. Mais une fois là-bas, les méthodes de Mesmer deviennent un véritable divertissement que d'autres médecins tentent de censurer.

## Fiche technique
- Titre original : Mesmer
- Réalisation : Roger Spottiswoode
- Scénario : Dennis Potter
- Direction artistique : Sarah Horton et Jan Schlubach
- Décors : Christian Wolters
- Costumes : Birgit Hutter
- Photographie : Elemér Ragályi (hu)
- Montage : Susan Shipton
- Musique : Michael Nyman
- Production : Robert Goodale, Lance W. Reynolds et Wieland Schulz-Keil
- Sociétés de production : Accent Entertainment Corporation, Cineplex Odeon Films (en), Deutsche Film AG, Levergreen, Mayfair Entertainment International, Satel Film et Studio Babelsberg
- Sociétés de distribution : Mayfair Entertainment, 2 Entertain (Royaume-Uni), Cineplex Odeon Films (Canada)
- Pays de production :  Royaume-Uni,  Allemagne,  Autriche,  Canada
- Langue originale : anglais
- Format : couleur  — 35 mm — son Dolby numérique
- Genre : drame biographique
- Durée : 107 minutes
- Dates de sortie :
  - Canada : août 1994 (Festival des films du monde de Montréal)

## Distribution
- Alan Rickman : Franz-Anton Mesmer
- Amanda Ooms : Maria Theresa Paradies
- Simon McBurney : Franz
- Anna Thalbach : Francisca
- Gillian Barge : Frau Mesmer
- Caroline Holdaway : Felicity
- Peter Janisch : Chancelier
- Jan Rubes : le professeur Stoerk
- David Hemblen : Dr Ingehousz
- Peter Dvorský : Dr Deslon
- David Burke : un docteur
- Donal Donnelly : un docteur
- Serge Ridoux : Louis XVI
- Beatie Edney : Marie-Antoinette
- Shirley Douglas : Madame du Barry
- Heinz Trixner : le baron de Horka
- Petra Koberl : la baronne de Horka
- Gabrielle Scharnitzky : une dame de Paris
- Dorothea Parton : Madame Paradies

## Production
Le tournage a lieu en Hongrie (notamment le Palais Esterházy de Fertőd) et à Vienne en Autriche.

## Distinction
Alan Rickman obtient le prix du meilleur acteur au festival des films du monde de Montréal 1994.